# Сербская истинно-православная церковь
Се́рбская и́стинно-правосла́вная це́рковь (СИПЦ; серб. Српска истински православна црква) — неканоническая православная юрисдикция в Сербии.

## История
Возникла на территории Сербии в 1995 году и связана с деятельностью афонских иноков сербского происхождения — монаха Даниила (Мирковича), схимонаха Серафима (Мильковича) и Акакия (Станковича), которые уклонились в движение старостильников, примкнув к афонскому монастырю Эсфигмен. Вслед за этим они обратились к «флоринитскому» Синоду Церкви истинных православных христиан Греции с пожеланием учреждения старостильнической церковной структуры на территории Сербии. Побуждающей причиной отделения сербских иноков от канонической церкви явилась их крайне радикальная антиэкуменическая настроенность.
В 1996 году схимонах Акакий (Станкович) вернулся с Афона в Сербию, где стал фактическим руководителем новоучрежденной Сербской истинно-православной церкви, основав близ Фрушка-Гора в местечке Врдник мужской монастырь в честь святых Кирилла и Мефодия. В 1997 году одним их иерархов «флоринитского» Синода он был рукоположён в сан иеромонаха.
В июле 2002 года в Авале был проведен первый «церковно-народный собор» СИПЦ.
В 2003 году к церкви из СПЦ присоединилась группа монахинь во главе с игуменией Евфросинией (Николич), основавших Иоанно-Предтеченский монастырь Новый Стьеник.
По своему административно статусу СИПЦ более десяти лет являлась автономной структурой в составе «флоринитского» Синода Церкви ИПХ Греции. Архипастырское окормление Сербской истинно православной церкви первоначально было поручено митрополиту Ахайскому и всего Пелопоннесса Каллинику (Сарандопулосу), экзарху «флоринитского» Синода Церкви ИПХ Греции в Западной и Центральной Европе. Однако, ввиду того, что посещения Сербии митрополитом Каллиником были крайне редкими, в 2009 году иеромонах Акакий (Станкович) от группы активистов СИПЦ заявил о необходимости пересмотра вопроса архиерейского окормления старостильников Сербии. Кроме того, было предложено рукоположить нового архиерея, местом постоянного проживания которого была бы Сербия. Со стороны Синода Церкви ИПХ Греции был предложен иной вариант разрешения возникшей ситуации — в рукоположении «особого епископа» для Сербии было отказано, но архипастырское попечение над приходами было вверено более молодому архиерею — епископу Марафонскому Фотию (Мандалису). Такой подход к проблеме не удовлетворил сербских верующих и после обращения 5 августа 2011 года к синоду Российской истинно-православной церкви, 15 августа 2011 года в Леснинском женском монастыре иеромонах Акакий (Станкович) был рукоположён во епископа Ресавско-Шумадийского иерархами РИПЦ, контакты с которой у сербских старостильников установились ещё с 2009 года.
16 августа 2011 года на заседании Синода Церкви ИПХ Греции действия епископа Акакия были названы расколом, в связи с чем греческие иерархи объявили о продолжении окормления верных Синоду приходов (три прихода — Белград, Смедерево и Босния; 2 скита и 4 клирика).
В ноябре 2011 года в связи с просьбой епископа Акакия, последний был введён в число постоянных членов Синода РИПЦ до времени формирования на территории Сербии собственного Архиерейского Синода из четырёх архиереев.
6 (19) ноября 2015 года Синод Церкви ИПХ Греции (Синод Хризостома) на своём заседании рассмотрел покаянное письмо сербских клириков и мирян.
21 ноября 2016 года Леснинский Богородицкий монастырь «ввиду очевидной дезорганизации управления Синода РИПЦ и уклонения от канонической линии Русской Зарубежной Церкви» вышел из подчинения Синода РИПЦ и объявил о переходе под омофор Сербской истинно православной церкви. В связи с чем СИПЦ распространилась на Западную Европу.

## Современное положение
С 15 августа 2011 года Предстоятелем СИПЦ являлся епископ Ресавско-Шумадийский Акакий (Станкович), титул которого 25 октября 2013 года был изменён на «епископ Утешительевский» в связи с образованием второй епархии на территории Сербии и избрании на кафедру Шумадийской епархии епископа Нектария (Иванковича). Резиденция предстоятеля первоначально находилась в городе Деспотовац, Сербия (ул. Деспота Стефана Лазаревича 153/6 35213 Деспотовац), а позднее перенесена в новопостроенный духовно-административный центр в Зтешительево (серб. Зтешитељево).
Епархии
- Утешительевская епархия (епископ Акакий (Станкович) с 25 октября 2013 года)
- Шумадийская и Ресавская епархия (епископ Нектарий (Иванкович) с 27 октября 2013 года[7])

Приходы
- Свято-Троицкий приход в Белграде (настоятель — Милорад (Стефан) Николич).
- Приход в Нови-Саде.
- Приход свв. Константина и Елены в Нише.
- Свято-Троицкий приход в Авала.
- Приход св. короля Милутина в деревне Смедерево (настоятель — Афанасий (Крстич)).
- Приход св. Марка Евгеника в Парачине.
- Приход св. первомученика Стефана в Чачак.
- Приход преподобномученника Аввакума Чакона близ Чачака.

Монастыри:
- Монастырь святых Кирилла и Мефодия (местечко Фрушка-Гора; настоятель — монах Нифонт).
- Иоанно-Предтеченский монастырь «Новый Стейник» (настоятельница — игумения Евфросиния (Николич)).
- Монастырь Святого Саввы (в Авала; настоятельица — монахиня Ипомония (Анкошч)).
- Строится монастырь в Коштуничи[серб.].
- русский женский Леснинский монастырь во Франции (присоединён в ноябре 2016 года от РИПЦ)

На Святой Горе Афон проживают принадлежащие к СИПЦ два монаха-зилота — монах Даниил (Миркович) (проживает в афонской келье Карул) и монах Симеон (в монастыре Эсфигмену).
СИПЦ использует в богослужении византийский обряд, богослуженый язык — церковнославянский.

### Взаимоотношения с другими деноминациями
Приверженцы Сербской истинно православной церкви занимают жёсткую позицию в отношении всех православных церквей, принявших новоюлианский календарь и участвующих в экуменических контактах с инославными.
До 2011 года СИПЦ на основе взаимности была признана ИПЦ Греции (Синод Хризостома), но в связи с рукоположением в сан епископа иеромонаха Акакия (Станковича), совершённого 15 августа 2011 года архиереями Русской истинно-православной церкви, единство с греческими старостильниками было нарушено.
На заседании Синода ИПЦ Греции, прошедшего 16 августа 2011 года в Афинах, архиереи «хризостомовского» Синода констатировали «отпадение в раскол группы сербов во главе с Акакием (Станковичем)» и постановили прекратить переговорный процесс о взаимопризнании с архиереями Русской истинно-православной церкви (был инициирован в 2009 году).
На 2014 год Сербская истинно православная церковь признана лишь Русской истинно-православной церковью во главе с архиепископом Тихоном (Пасечником).